# Estádio Segismundo Rodrigues Neto
O Estádio Municipal Dr. Francisco Segismundo Rodrigues dos Santos Neto, conhecido como Serjão, é um estádio de futebol brasileiro localizado no bairro de Vila Holanda,na cidade de Boa Viagem, no Estado do Ceará. É o estádio do Boa Viagem Esporte Clube, e possui capacidade para um público de 5 000 pessoas.